# Sóc chuột Colorado
Sóc chuột Colorado (Neotamias quadrivittatus) là một loài động vật có vú trong họ Sóc, bộ Gặm nhấm. Loài này được Say mô tả năm 1823. Chúng là loài đặc hữu của các tiểu bang Colorado, Utah, Arizona và New Mexico (Mỹ).

## Hình ảnh

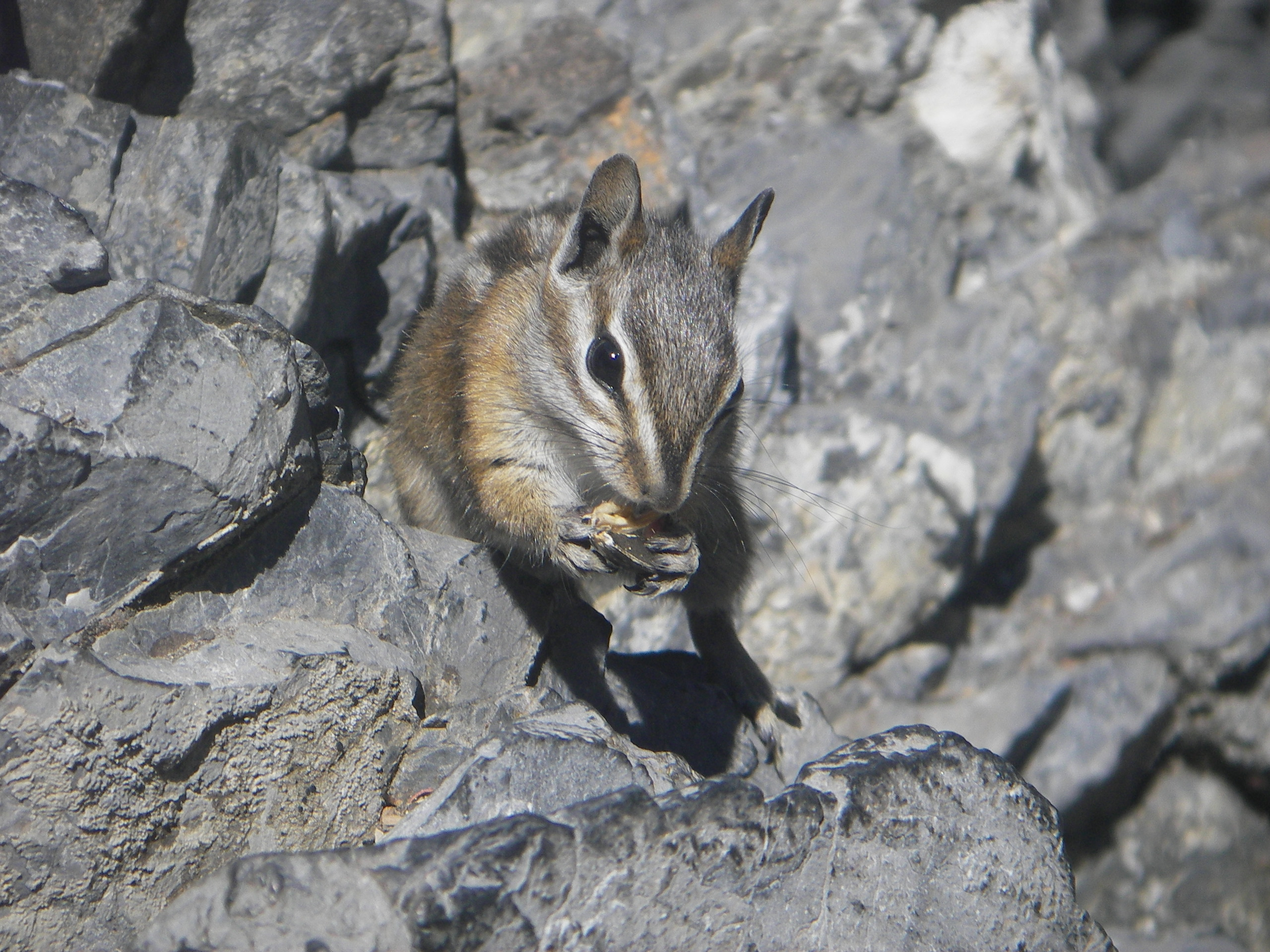